# Méliphage de Carol
Melipotes carolae
Espèce
Le Méliphage de Carol (Melipotes carolae) est une espèce d’oiseaux de la famille des méliphagidés.

## Description
C'est un oiseau de taille moyenne au plumage sombre, d'un gris presque noir, à l'exception de la zone entourant l'œil, nue et de couleur orangée.

## Découverte

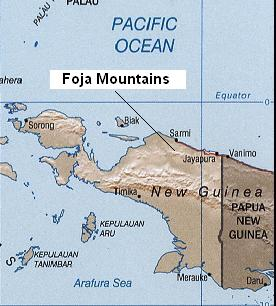
Emplacement des monts Foja en Nouvelle-Guinée.

L'espèce fut découverte en décembre 2005 dans les monts Foja, en Papouasie, au nord-ouest de la Nouvelle-Guinée, alors qu'aucune nouvelle espèce d'oiseau n'avait été décrite depuis 1939, soit près de 70 ans. Le nom d'espèce honore Carol Beehler, l'épouse d'un des descripteurs de l'espèce et meneur de l'expédition naturaliste dans ces monts reculés,.
Pas plus d'une douzaine de scientifiques ont pu le voir vivant.

## Philatélie
Le Méliphage de Carol apparait sur un timbre indonésien paru le 6 novembre 2006, aux côtés du Jardinier à front d'or (Amblyornis flavifrons), et de deux espèces de palmiers originaire du Mamberamo, Licuala arbuscula et Livistona mamberamoensis.